# Alphonse Milne-Edwards
Alphonse Milne-Edwards (Paris, 13 de outubro de 1835 – Paris, 21 de abril de 1900) foi um francês mastozoólogo, ornitólogo e carcinólogo. Era de origem inglesa, filho de Henri Milne-Edwards e neto de Bryan Edwards, um fazendeiro jamaicano que se estabeleceu em Bruges (então na França).

## Vida
Milne-Edwards formou-se em medicina em 1859 e tornou-se assistente de seu pai no Jardin des Plantes em 1876. Ele se tornou o diretor do Muséum National d'Histoire Naturelle em 1891, dedicando-se especialmente a aves fósseis e profundas. exploração do mar. Em 1881, realizou um levantamento do Golfo da Gasconha com Léopold de Folin e trabalhou a bordo do Travailleur e do Talismã em viagens às Ilhas Canárias, Cabo Verde e Açores. Por isso, ele recebeu uma medalha de ouro da Royal Geographical Society.
Seus principais trabalhos ornitológicos incluem Pesquisa Anatômica e Paleontológica para a História de Aves Fósseis da França publicada em duas partes em 1867 e 1872, Pesquisa sobre a Fauna Ornitológica das Ilhas Mascarenhas e Madagascar 1866-1874 e Pesquisa para a história natural de mamíferos de 1868- 1874. Seu estudo de fósseis levou à descoberta de pássaros tropicais como trogons e papagaios da França pré-histórica.  Ele trabalhou com Alfred Grandidier em The Political, Physical and Natural History of Madagascar.
Milne-Edwards também descreveu pelo menos um táxon vegetal; uma espécie de guta-percha coletada na ilha de Grande Comore, Comoros, pelo ornitólogo Léon Humblot, que Milne-Edwards chamou de Isonandra gutta. (I. gutta é agora considerado um sinônimo taxonômico de Palaquium gutta (Hook.) Burck, e um homônimo de seu basiônimo Isonandra gutta Hook.. )
Uma subespécie de lagarto da América Central, Holcosus festivus edwardsii Bocourt, 1873, é nomeada em homenagem a Milne-Edwards.

## Publicações selecionadas
- 1850: Rapport sur la production et l'emploi du sel en Angleterre, Paris.
- 1860: « Histoire des crustacés podophthalmaires fossiles ». Annales des Sciences Naturelles, Séries 4, Zoologie, 14: 129–294, pls. 1-10.
- 1862-1865: « Monographie des crustacés de la famille cancériens ». Annales des sciences naturelles, zoologie, Séries 4, 18 (1862): 31-85; 20 (1863): 273-324; Séries 5, 1 (1864): 31-88; 3 (1865): 297–351.
- 1862: « Sur l'existence de Crustacés de la famille des Raniniens pendant la période crétacée ». Comptes rendus de l'Académie des sciences de Paris, 55: 492–494.
- 1864: Recherches anatomiques, zoologiques et paléontologiques sur la famille des Chevrotains, Martinet, Paris.
- 1866-1873: Recherches sur la faune ornithologique éteinte des iles Mascareignes et de Madagascar, Masson, Paris.
- 1867-1871: Recherches anatomiques et paléontologiques pour servir à l'histoire des oiseaux fossiles de la France, Masson, Paris.
- 1868-1874: Recherches pour servir à l'histoire naturelle des mammifères comprenant des considérations sur la classification de ces animaux par M. H. Milne Edwards, des observations sur l'hippopotame de Liberia et des études sur la faune de la Chine et du Tibet oriental, par M. Alphonse Milne-Edwards, Masson, Paris.
- 1873: « Descriptions des quelques crustacés nouveaux ou peu connus provenant du Musée de M. C. Godeffroy ». Journal des Museum Godeffroy, 1: 77–88, 12–13.
- 1879: Notice sur les travaux scientifiques, Martinet, Paris.
- 1879: com Giovanni Battista Brocchi (1772-1826) « Note sur quelques Crustacés fossiles appartenant au groupe des macrophthalmiens ». Bulletin de la Société philomathique de Paris, 3: 113–117.
- 1879: com Alfred Grandidier (1836-1921), Histoire physique, naturelle et politique de Madagascar. Paris.
- 1880: « Reports on the results of dredging, under the supervision of Alexander Agassiz, in the Gulf of Mexico and in the Caribbean Sea, 1877, ‘78, ‘79, by the United States Coast Survey Steamer "Blake"... VIII. Études préliminaires sur les Crustacés ». Bulletin of the Museum of Comparative Zoology at Harvard College, 8 (1): 1-68.
- 1881: « Note sur quelques Crustacés fossiles des environs de Biarritz », Annales des sciences géologique (Paris), 11, article 2, pls. 21–22.
- 1882: Éléments de l'Histoire naturelle des Animaux, Masson, Paris.
- 1888-1906: Expéditions scientifiques du Travailleur et du Talisman pendant les années 1880, 1881, 1882, 1883, Masson, Paris.
- 1891: Crustacés, Gauthier-Villars, Paris.
- 1893: Notice sur quelques espèces d'oiseaux actuellement éteintes qui se trouvent représentées dans les collections du Muséum d'Histoire naturelle, Paris.
- 1897: Histoire naturelle des animaux Masson, Paris.